# Neurogomphus agilis
Neurogomphus agilis là loài chuồn chuồn trong họ Gomphidae. Loài này được Martin mô tả khoa học đầu tiên năm 1908.